# Pont de Siimu
Le pont de Siimu  (en estonien : Siimu sild) ou pont de Vana-Pärnu  (en estonien : Vana-Pärnu sild) est un pont de Pärnu en Estonie.

## Présentation
Le pont Siimu enjambe la  rivière Sauga    et relie la rue JV Jannsen tänav et la route Haapsalu tänav.
Le pont Siimu porte le nom de la taverne locale Siimu.
Le pont a été officiellement inauguré le 6 août 1937.
Le pont a explosé en 1944 et le nouveau pont Siimu a été achevé en 1958.

## Histoire
Avant la construction du pont permanent, il y avait un pont flottant à l'emplacement du pont Siimu à l'embouchure de la  rivière Sauga ,.
La construction d'un pont permanent à l'embouchure de la rivière Sauga était à l'ordre du jour avec le plan de construction du grand pont de Pärnu.
En 1934, la construction du pont Siimu a été incluse dans le plan de construction des ponts estoniens, les travaux ont commencé en octobre 1935. Le pont a été achevé en janvier 1937. C'était le premier pont en arc d'Estonie. Le pont a été officiellement inauguré par Oskar Kask, ministre des Affaires sociales et ancien maire de Pärnu, le 6 août 1937.
Le pont de Siimu a été détruit par les troupes allemandes en retraite en septembre 1944. Ensuite, un pont flottant temporaire a de nouveau été construit sur la rivière Sauga. Un nouveau pont, similaire au pont détruit, le pont Siimu, a été achevé en 1958.

## Galerie

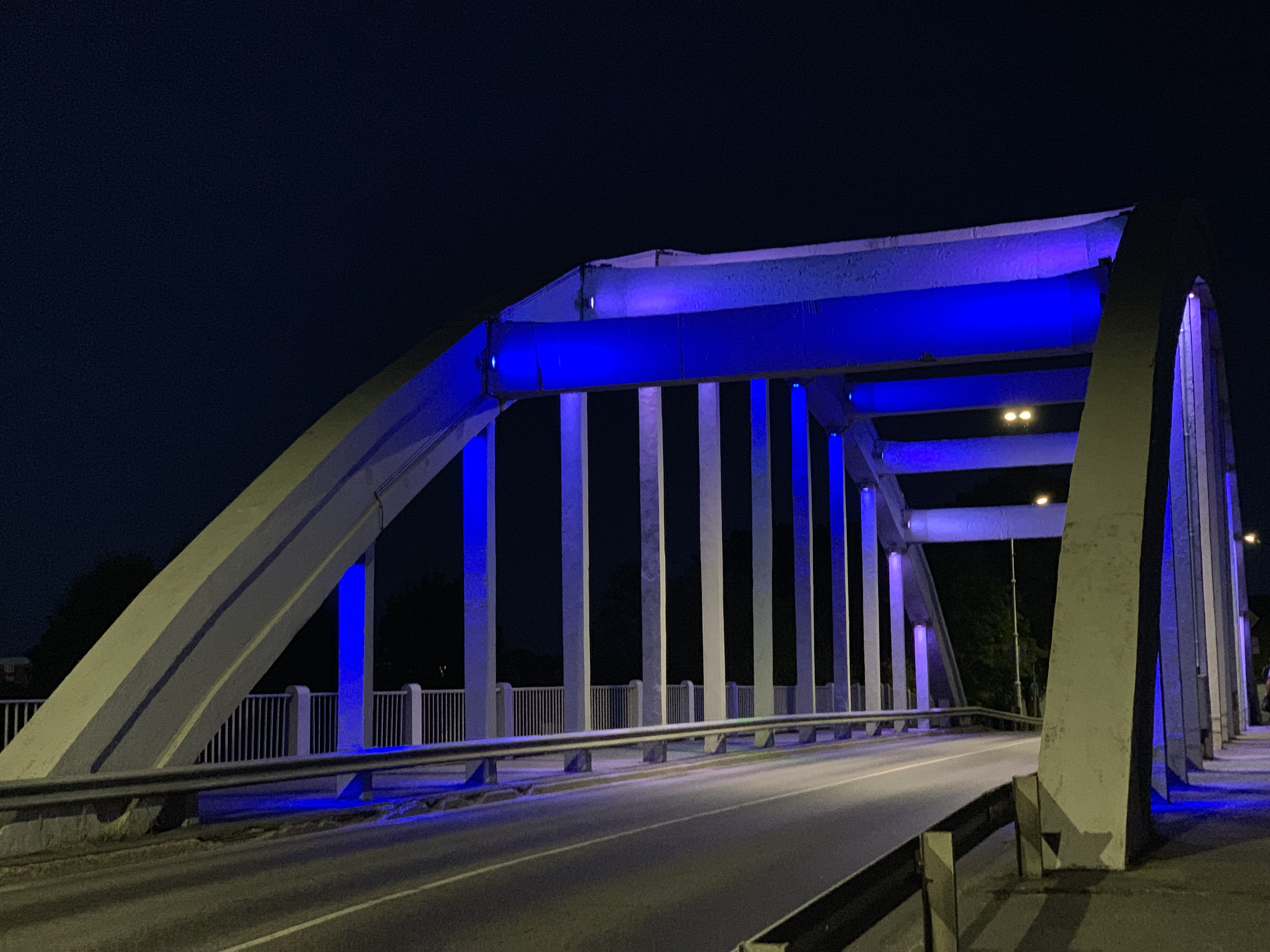